# SSG Landers
SK Wyverns (en coreano 에스케이 와이번스) es un equipo de béisbol profesional fundado en 2000. Los SK Wyverns son miembros de la Organización Coreana de Béisbol, en la cual han logrado un título del campeonato local. Tienen sede en Inchon en el Estadio de Béisbol Munhak. El Grupo SK ha sido su principal patrocinante desde la compra del equipo Ssangbangul Raiders a principios de 2000 que tenía su localía en la región Jeolla del Norte.

## Títulos Obtenidos

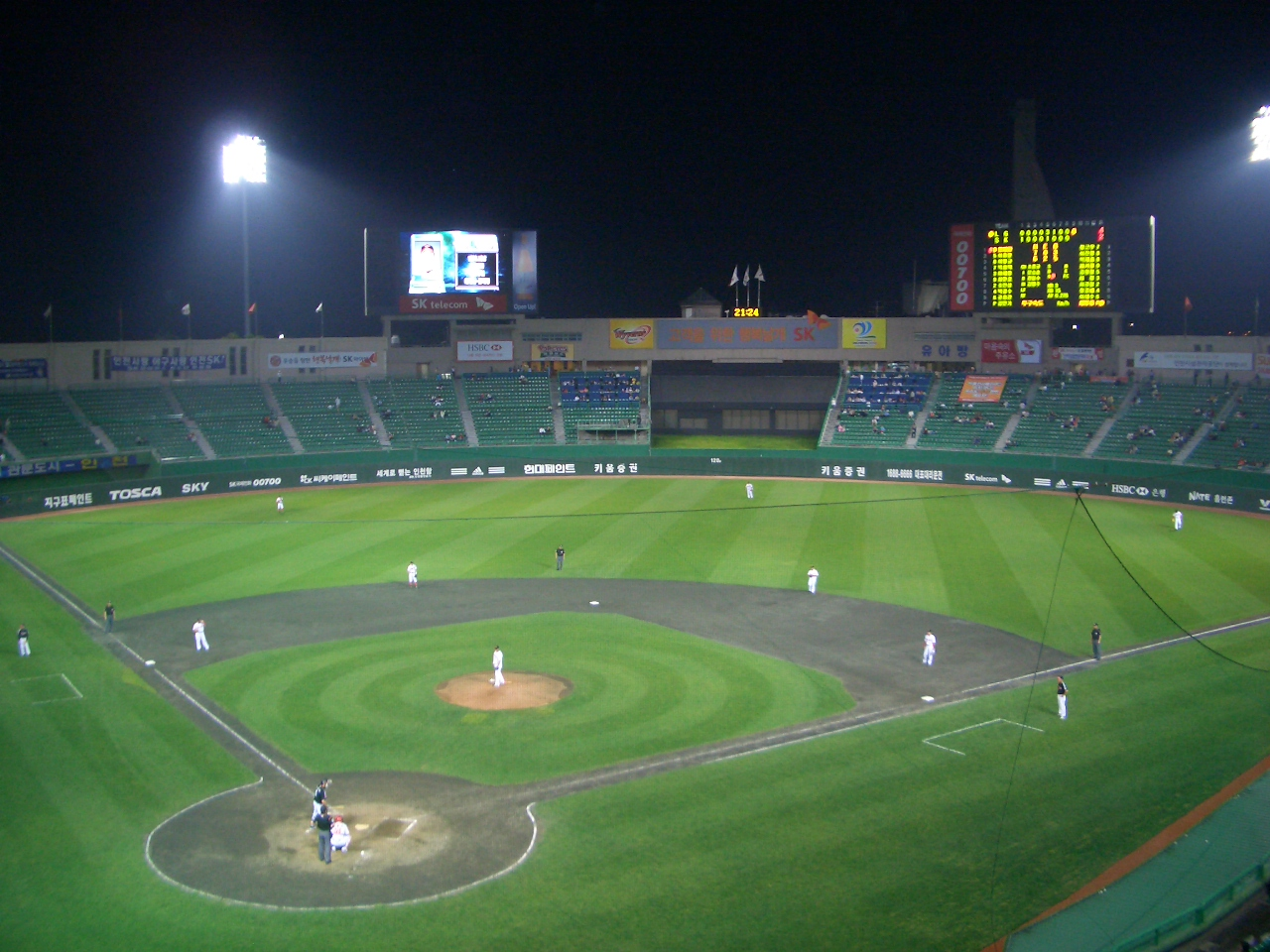
Estadio de béisbol Munhak Baseball Stadium, sede de SK Wyverns

Locales
Un Título local
2007, 2008, 2010

## Jugadores
Róster de SK Wyverns actualizado el 31 de agosto de 2013.